# ساعت‌ها (فیلم ۲۰۱۳)
ساعت‌ها (به انگلیسی: Hours) فیلمی است محصول سال ۲۰۱۳ و به کارگردانی اریک هیسرر است. در این فیلم بازیگرانی همچون پل واکر، جنسیس رودریگز، تی جی هسان، شین جاکوبسن ایفای نقش کرده‌اند.

## خلاصه داستان
در سال ۲۰۰۵، و قبل از طوفان کاترینا، نولان هایس که همسرش را به مطب دکتر می‌برد متوجه می‌شود که نوزادشان به علت نارسایی کبدی، پس تولد زنده نخواهد ماند. نولان که سعی در زنده نگه داشتن دختر نوزادش پس از وقوعِ طوفانِ مهیبِ کاترینا دارد و…